# Hunchunit
A hunchunit a terméselemek osztályába tartozó intermetallikus vegyület, ami két vagy több fémes elem kristályos vegyületét jelenti, melyben az atomfajták mennyiségi arányát egyszerű egész számok adják meg. A hunchunit egy ritka, szabályos kristályrendszerű ásvány.

## Kémiai és fizikai tulajdonságai
- Képlete: Au2Pb
- Kristályrendszere: szabályos.
- Sűrűsége: 16 g/cm³
- Keménysége: 3,5 (Mohs-féle keménységi skála szerint).
- Színe: ólomszürke, ezüstszürke.
- Átlátszóság: átlátszatlan.

## Előfordulása
Elsőként 1992-ben találták meg az ásványt Kínában, Jilin tartományban. Nevét a Hunchun folyóról kapta.